# Rosamunda
Rosamunda (6. století? - 572/573? Ravenna) byla langobardská královna, manželka krále Alboina a dcera Kunimunda, krále Gepidů.

## Život
Rosamunda se narodila v době, kdy bylo Gepidské království v krizi. Gepidové od roku 546 vedli neustále boje proti Langobardům, nejprve v rámci langobardsko-východořímské aliance, později proti Langobardům a jejich novým spojencům Avarům. V těchto bitvách padli její předci, král Thurisind a strýc Turismod, přičemž oba přispěli k vytvoření dlouhodobé nenávisti jejího otce Kunimunda k Langobardům. Tato nenávist zplodila poslední langobardsko-gepidskou válku, která se odehrála v roce 567. Rosamundin otec Kunimund chtěl bitvou získat zpět ztracené území, které obsadili Langobardi, ale byl poražen a Gepidské království bylo zcela pokořeno směsí langobardských a avarských sil. Kunimund byl popraven stětím a Rosamunda spolu s mnoha dalšími Gepidy, padla do langobardského zajetí. Langobardský král Alboin si po smrti své první manželky Chlothsindy Franské chtěl zajistit mužského dědice a tak si Rosamundu vzal za manželku. Vůči Rosamundě byl krutý, o jeho krutosti langobardský kronikář Paulus Diaconus napsal, že na královské hostině ve Veroně Rosamundu donutil pít z poháru vyrobeného z lebky jejího mrtvého otce, přičemž ji vyzval, „aby vesele pila s jejím otcem“.

### Vražda Alboina
Po tomto příkoří začala Rosamunda plánovat vraždu svého manžela. Alboinovu vraždu popisuji historické zdroje odlišně, podle současníka Řehoře z Tours Rosamunda spolu se svým nejmenovaným milencem (údajně otrokem) Alboina otrávila. Další současný kronikář Jan z Biclara napsal, že Alboina zavraždili v noci jeho stoupenci ve Veroně na popud jeho manželky Rosamundy. Marius z Avenches napsal, že vraždu provedl Helmichis. Origo Gentis Langobardorum ze 7. století uvádí, že Alboina zabili Helmichis s Rosamundou na radu Peredea v jeho paláci ve Veroně. Nejpodrobnější popis vraždy, i když podle historiků psaný spíše jako legenda pochází z 8. století od Paula Diacona. Podle něho Alboin hluboce urazil Rosamundu, když jí na hostině ve svém paláci ve Veroně dal pohár vyrobený z lebky jejího otce a požádal ji, aby se svým otcem šťastně pila. Rosamunda se za toto příkoří spojila s panošem Helmichisem, který jí poradil, aby do atentátu zapojila Peredea. Ten odmítl, ale Rosamunda ho svedla a následně vydírala: „aut tu Alboin interficies, aut ipse te suo gladio extinguet“ („buď zabiješ Alboina, nebo budeš sám souzený jeho mečem“). Peredeus Rosamundě poradil, aby Alboinův meč připevnila do pochvy tak, aby nemohl být tasen a pak krále nechat zabít ve spánku. Kdo zavraždil Alboina, zda Helmichis či Peredeus není z dochovaných zdrojů zřejmé.

### Útěk a smrt
Rosamunda se po vraždě Alboina provdala za Helmichise, který se neúspěšně pokusil uzurpovat královský trůn. Po neúspěšné uzurpaci oba společně s Albsuindou, Alboinovou dcerou z prvního manželství, částí armády a langobardským pokladem uprchli k byzantskému exarchovi Flaviovi Longinovi do Ravenny. Longinus si chtěl přivlastnit langobardský poklad a proto na Rasamundu naléhal, aby si ho vzala a zbavila se Helmichise. Rosamunda toužila stát se Longinovou milenkou a tak podala Helmichisovi otrávený lektvar. Když si Helmichis uvědomil, že vypil svůj mortis poculum („pohár smrti“), tak donutil Rosamundu vypít zbytek otráveného lektvaru.